# Amt Lauchstädt

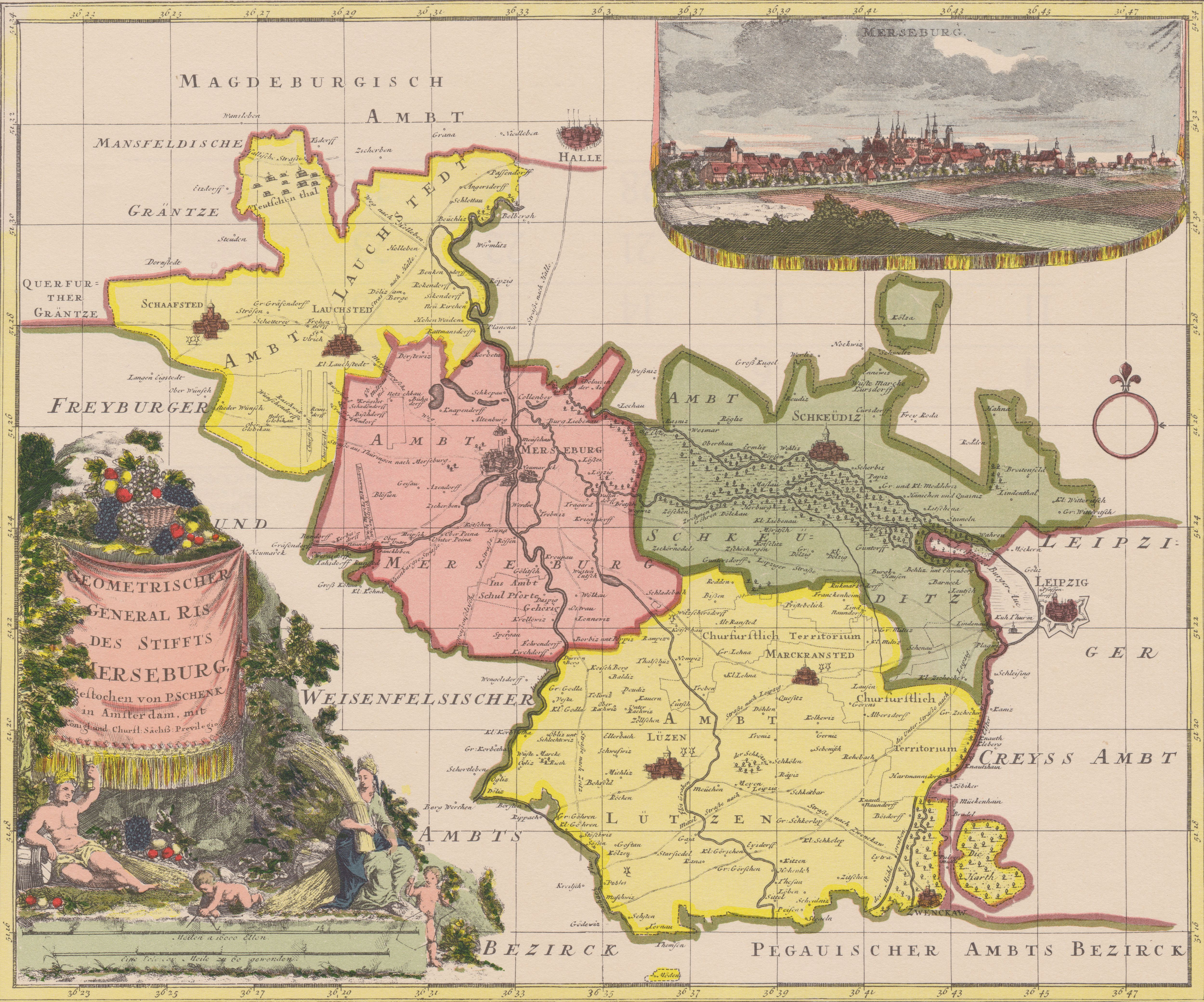
Ämter Lauchstädt, Merseburg, Schkeuditz und Lützen, um 1740

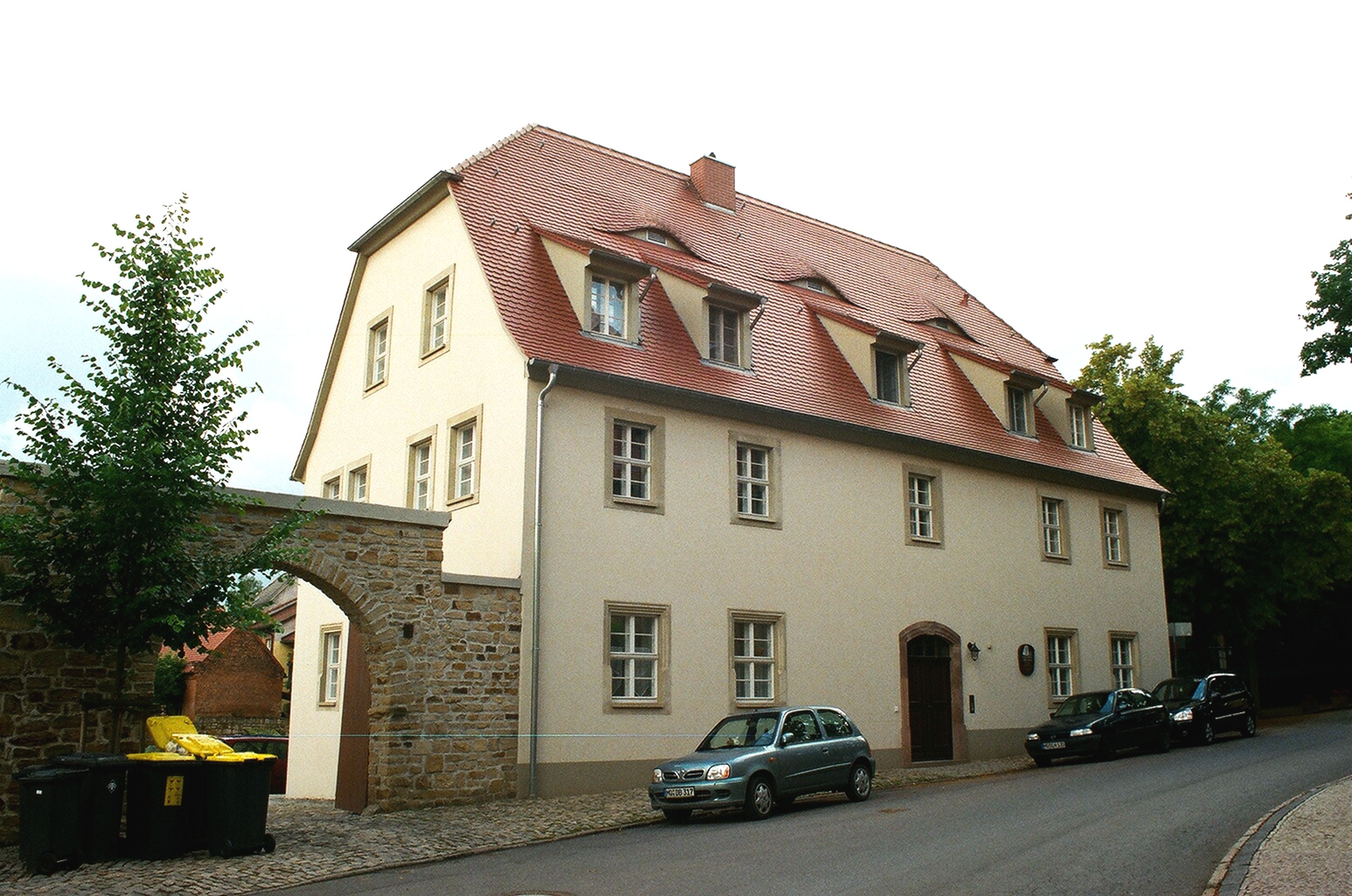
Amtshof Lauchstädt

Das Amt Lauchstädt war eine zum Hochstift Merseburg und zwischen 1656/57 und 1738 zum Sekundogenitur-Fürstentum Sachsen-Merseburg gehörige territoriale Verwaltungseinheit des Kurfürstentums Sachsen. Bis zur Abtretung an Preußen im Jahr 1815 bildete es den räumlichen Bezugspunkt für die Einforderung landesherrlicher Abgaben und Frondienste, für Polizei, Rechtsprechung und Heeresfolge.

## Geographische Lage
Das Amt Lauchstädt lag in der Leipziger Tieflandsbucht südwestlich von Halle (Saale). Es wurde von der Saale im Osten begrenzt und von ihrem Zufluss Laucha durchflossen. Im Nordwesten grenzte das Mansfelder Land an, im Süden liegt heute der Geiseltalsee. Zum Amtsgebiet gehörten zwei Exklaven. Dies war einerseits Netzschkau im hochstiftlich-merseburgischen Amt Merseburg und die zum Rittergut Cösseln am Petersberg nordöstlich von Halle gehörigen Orte Cösseln, Werderthau (anteilig) und Möst. Der Gutsbezirk Cösseln wurde im Norden durch die Fuhne von den anhaltischen Fürstentümern getrennt.
Das Gebiet des Amts liegt heute bis auf die Flur von Passendorf (zu Halle (Saale)) im Saalekreis in Sachsen-Anhalt.

## Angrenzende Verwaltungseinheiten
- Nordwesten: Grafschaft Mansfeld, magdeburg. Anteil (1738/80 zum preuß. Herzogtum Magdeburg)
- Norden und Nordosten: Saalkreis (Erzstift Magdeburg, ab 1680 preußisches Herzogtum Magdeburg)
- Osten und Südosten: hochstift-merseburgisches Amt Merseburg (Kurfürstentum Sachsen, 1656/57 bis 1738 zu Sachsen-Merseburg, ab 1806 zum Königreich Sachsen)
- Süden: Amt Freyburg (Kurfürstentum Sachsen, ab 1806 zum Königreich Sachsen)
- Südwesten: Exklave des Amts Merseburg (Kurfürstentum Sachsen, 1656/57 bis 1738 zu Sachsen-Merseburg, ab 1806 zum Königreich Sachsen)
- Westen: Amt Querfurt (seit 1635 zum Kurfürstentum Sachsen, 1663–1764 zu Sachsen-Querfurt)

Die Exklave Netzschkau lag vollständig im Amt Merseburg. Die Exklave des Ritterguts Cösseln am Petersberg nordöstlich von Halle grenzte im Norden an die Fürstentümer Anhalt, im Osten, Süden und Westen an das zum kursächsischen Amt Delitzsch gehörige Rittergut Ostrau und im Südosten an das kursächsische Amt Zörbig, dessen Amtsort Hinsdorf vom Gutsbezirk Cösseln fast vollständig umschlossen wurde.

## Geschichte
In einem zwischen 881 und 899 entstandenen Verzeichnis des Zehnten des Klosters Hersfeld wird Lauchstädt zweimal als zehntpflichtiger Ort Lochstat im Friesenfeld erstmals urkundlich genannt. Lauchstädt gehörte zum Besitz der Pfalzgrafen von Sachsen aus dem Hause Goseck. Nach deren Aussterben im Jahr 1179 wurde die Pfalzgrafschaft Sachsen mit Lauchstädt von Kaiser Friedrich Barbarossa an das Geschlecht der Ludowinger verliehen. Nach dem Tod des letzten Ludowingers im Jahr 1247 gelangte der Ort an die Markgrafen von Meißen aus dem Haus Wettin. Markgraf Friedrich der Freidige (* 1257; † 1323) verpfändete Lauchstädt im Jahr 1291 im Zusammenhang mit der Mark Landsberg an die askanischen Markgrafen von Brandenburg. 
Nach dem Erlöschen der brandenburgischen Askanier im Jahr 1319 fiel Lauchstädt mit der 1341 erstmals erwähnten Burg Lauchstädt als Lehen an die Herzöge von Braunschweig. 
Aus deren Streit mit den Wettinern gingen die Erzbischöfe von Magdeburg als Sieger über die Oberlehnsherrschaft über Lauchstädt hervor. Durch eine später nicht eingelöste Verpfändung aus dem Jahr 1370 kam Lauchstädt 1444 in den Besitz des Bistums Merseburg. Die Bischöfe von Merseburg verliehen dem Ort Lauchstädt im Jahr 1430 das Stadtrecht und bildeten aus dem Gebiet um Lauchstädt das "Amt Lauchstädt". Das bischöfliche Amt Lauchstädt unterstand als Teil des Bistums Merseburg bei der Leipziger Teilung von 1485 dem Anspruch des albertinischen Herzogtums Sachsen auf Oberhoheit. Zwischen 1528 und 1536 wurde durch die Merseburger Bischof der Umbau der Burg zu einem Wohnschloss im Stil der Renaissance veranlasst. Unter dem Merseburger Bischof Sigismund von Lindenau wurde 1543 in Stadt und Amt Lauchstädt die Reformation eingeführt. 
Durch die Säkularisation des Bistums Merseburg gelangte das Bistum mit seinen Ämtern im Jahr 1547 an das Kurfürstentum Sachsen und wurde 1561 kursächsisches Nebenland. Seit 1657 gehörte das Amt Lauchstädt dem wettinischen Sekundogenitur-Fürstentum Sachsen-Merseburg an. Zum Amtsgebiet wurde auch das Rittergut Cösseln am Petersberg nordöstlich von Halle gezählt. Dieses territorial weit getrennt liegende Gebiet gehörte als Stiftslehen zum Amt Lauchstädt, war aber im Besitz des Ritterguts Ostrau, welches seit 1485 unter der Verwaltung des kursächsischen Amts Delitzsch stand. Herzog Christian I. von Sachsen-Merseburg (* 1615; † 1691) trat zur Versorgung seines fünften Sohnes Philipp (* 1657; † 1690) im Jahr 1684 das Amt Lauchstädt mit Stadt und Schloss Lauchstädt samt Zubehör als Apanage an ihn ab. Dadurch wurde Lauchstädt eine Residenzstadt. Die Seitenlinie Sachsen-Merseburg-Lauchstädt fiel jedoch bereits mit dem Tod Philipps im Jahr 1691 an Sachsen-Merseburg zurück. Mit Aussterben der Nebenlinie Sachsen-Merseburg im Jahr 1738 kam das gesamte Fürstentum mit dem Amt Lauchstädt an das Kurfürstentum Sachsen zurück. Durch die Ernennung des Kurfürstentums Sachsen zum Königreich Sachsen gehörte das Amt Lauchstädt seit 1806 zu diesem.
Nach der Niederlage Napoleons und des mit ihm verbündeten Königreichs Sachsen musste letzteres nach Beschluss des Wiener Kongresses im Jahr 1815 einen großen Teil seines Gebietes an das Königreich Preußen abtreten. Das Amt Lauchstädt wurde dabei der preußischen Provinz Sachsen (Landkreis Merseburg im Regierungsbezirk Merseburg) angegliedert.

## Zugehörige Orte
Städte
- Lauchstädt
- Schafstädt

Dörfer
| - Angersdorf - Benkendorf - Beuchlitz - Delitz am Berge - Großgräfendorf mit Strößen | - Hohenweiden - Holleben - Kleingräfendorf - Kleinlauchstädt - Krakau | - Neukirchen - Passendorf - Raschwitz - Rattmannsdorf - Reinsdorf | - Rockendorf - Röpzig - Schadendorf - Schlettau - Schotterey | - Mittel-Teutschenthal (kursächs. Anteil) - Ober-Teutschenthal (kursächs. Anteil) - Unter-Teutschenthal (kursächs. Anteil) |

Dörfer (Exklaven)
- Netzschkau (im Amt Merseburg)
- Cösseln (am Petersberg, zum Rittergut Cösseln)
- Möst (am Petersberg, zum Rittergut Cösseln)
- Werderthau (anteilig) (am Petersberg, zum Rittergut Cösseln)

Rittergüter
- Rittergut Cösseln (am Petersberg, hochstiftlich-merseburgisches Lehen)
- Rittergut Schafstädt